# Kokoona littoralis
Kokoona littoralis är en benvedsväxtart som beskrevs av M. Laws. Kokoona littoralis ingår i släktet Kokoona och familjen Celastraceae.

## Underarter
Arten delas in i följande underarter:
- K. l. bakoensis
- K. l. longifolia